# Turnberry Castle
Turnberry Castle ist die Ruine einer Spornburg an der Küste im Bereich der Gemeinde Kirkoswald bei Maybole in der schottischen Council Area South Ayrshire. Die Burg am äußersten Ende der unteren Halbinsel war der Sitz der Earls of Carrick. Neben der Burgruine liegt der Turnberry Golf Club.

## Geschichte

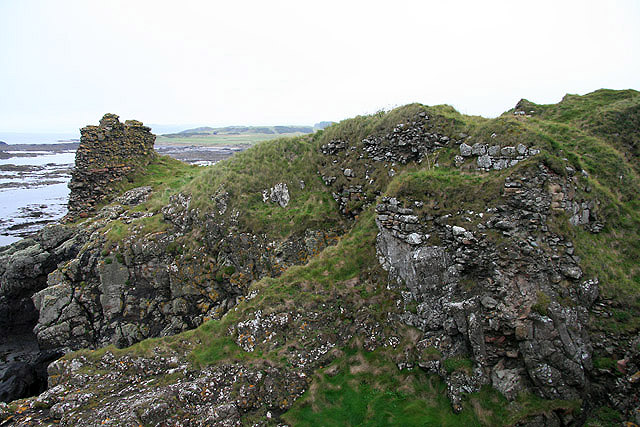
Die Überreste von Turnberry Castle

Die Ursprünge von Turnberry Castle gingen in den Tiefen der Geschichte verloren. Es scheint keine authentischen Aufzeichnungen darüber zu geben, wann und von wem die Burg errichtet wurde, aber ursprünglich war es eine Festung der Lords of Galloway und ging dann zu Beginn des 13. Jahrhunderts in den Besitz der Earls of Carrick über. Ende des 13. Jahrhunderts gehörte die Burg Marjorie, der verwitweten Countess of Carrick. Laut einer mittelalterlichen Legende hielt Marjorie einen Besucher, den Ritter Robert de Bruce, gefangen, bis er sich bereiterklärte, sie zu heiraten. Die Heirat mit Marjorie verschaffte ihm sowohl die Burg als auch das Earldom. Ihr erster Sohn, der ebenfalls Robert hieß, wurde später Robert the Bruce, König der Schotten. Man weiß zwar nicht, ob dieser tatsächlich auf Turnberry Castle geboren wurde, aber es gibt keinen Zweifel daran, dass er dort seine Kindheit verbrachte.
Turnberry Castle ist an zwei wichtigen geschichtlichen Ereignissen beteiligt, die beide direkt mit Robert the Bruce verbunden sind. Am 20. September 1286 trafen sich mehrere schottische Barone, die Roberts Anspruch auf die Thronfolge unterstützten, heimlich auf Turnberry Castle. Robert war damals erst zwölf Jahre alt. Das zweite Ereignis war der Versuch von Bruce im Frühjahr 1307, während des Schottischen Unabhängigkeitskriegs die Burg zu erobern. Die Burg war mit einer starken englischen Garnison unter dem Kommando von Henry Percy belegt. Die Garnison war aber so stark, dass ein Teil der Engländer im angrenzenden Dorf einquartiert war. Bruce führte einen Überraschungsangriff auf das Dorf, worauf sich die überlebenden englischen Soldaten in die Burg flüchteten. Dort wurden sie von den Schotten unter Bruce belagert, bis ein englisches Heer die Burg entsetzte. Die Besatzung zog dann aber ab, womit die Burg an Bruce fiel und vermutlich zerstört wurde. 1310 befahl Bruce die endgültige Zerstörung der Burg, damit die Engländer sie nicht mehr als Stützpunkt benutzen konnten. Die Burg wurde nahezu vollständig zerstört; die heute noch erhaltenen Ruinen sind Teile der alten Burg, die, wie es scheint, nicht wieder aufgebaut wurde.

## Beschreibung
Von dem alten Gebäude ist heute nur noch wenig erhalten. Turnberry Castle ist an drei Seiten vom Meer umgeben, und auf der Landseite liegt der Turnberry Golf Club. Die Ruine hat über die Jahrhunderte unter dem Einfluss von Wetter und Erosion durch das Meer gelitten, sodass wenig mehr als die unteren Gewölbe und Keller unbeschädigt blieben. Es gibt einige Spuren einer Zugbrücke und ein altes Fallgatter, das als Eingangstor gedient haben mag. Nach der Menge an Fels, die sich auf dem Gelände findet, scheint Turnberry Castle eine große und starke Festung gewesen zu sein. Es gibt auch Höhlen, die hinaus zum Meer führen. Dort lag vermutlich der Hafen der Burg.
1873 wurde auf einem Teil des Burggeländes ein Leuchtturm errichtet, der heute noch steht.
Turnberry Castle gilt als Scheduled Monument, mit Ausnahme des Geländes des Leuchtturms.